# Eva Gehlin Berg
Eva Margareta Gehlin Berg, född 15 april 1926 i Danmark, död 31 mars 2006 i Danderyd, var en svensk målare och textilkonstnär.
Hon var dotter till Hugo Gehlin och Ester Henriques och gift med konstnären Björn Berg samt syster till Nils Gehlin och Jan Gehlin. Hon studerade textilslöjd för Barbro Nilsson på Konstfackskolan 1944–1948 och målning vid Otte Skölds målarskola 1949. Bland hennes offentliga arbeten märks textilutsmyckning för Hallens sjukhem i Solna och ett porträtt av Agneta Lundström för Livrustkammaren på Stockholms slott. Hennes konst består förutom textil av målningar utförda i olja, akvarell eller akryl. Gehlin Berg är representerad på vid Nationalmuseum i Stockholm, Bonniers porträttsamling på Nedre Manilla, Helsingborgs museum och i den stora porträttsamlingen på Gripsholms slott. Makarna Berg är begravda på Djursholms begravningsplats.